# Palmira Pedro Francisco
Palmira Pedro Francisco é uma política, dirigente desportiva e activista moçambicana. Foi deputada da Assembleia da República de Moçambique entre 1994 e 2009, representando a Província da Zambézia pelo partido FRELIMO. É igualmente reconhecida pelo seu papel pioneiro na promoção do futebol feminino em Moçambique e pela sua actuação em instâncias internacionais do desporto.

## Biografia
Palmira nasceu em Nacala, norte de Moçambique. Filha de um enfermeiro, acompanhou o pai em diferentes cidades do país, tendo concluído o ensino secundário entre Nampula e Nacala. É membro da FRELIMO desde 1981, tendo iniciado a sua militância política na OJM e na OMM ainda na década de 1970.

## Carreira política
Foi eleita Deputada nas eleições Legislativas de 1994, tendo exercido funções Parlamentares até 2009. Integrou as comissões parlamentares de Actividades e Serviços Económicos, e de Desporto, Género e Assuntos Sociais e Ambientais.

## Actuação no desporto
Palmira Pedro Francisco foi a primeira presidente da Comissão de Futebol Feminino da Federação Moçambicana de Futebol, entre 1997 e 2012. De 2002 a 2021, presidiu à Comissão de Desporto e Meio Ambiente do Comité Olímpico de Moçambique e, desde 2021, preside a Comissão da Mulher e Desporto, fazendo igualmente parte da Direcção Executiva do comité.
Foi a primeira moçambicana a integrar a Comissão da Mulher da Confederação Africana de Futebol (CAF), tendo também pertencido à Comissão de Gestão de Eventos e Protocolos da CAF entre 2010 e 2018. De 2012 a 2016, representou Moçambique na FIFA como membro da Comissão de Organização dos Mundiais Femininos Sub-20.
Desde 2002, exerce funções como Comissária de Jogos da CAF e da FIFA, tendo actuado em competições como as eliminatórias para os Mundiais Femininos.
Em 2023, participou na III Conferência do Movimento Mulher no Desporto, onde se debateram temas como o assédio e a igualdade de oportunidades no desporto moçambicano.

## Reconhecimentos
Em 2019, foi homenageada na I Gala Nacional do Desporto, organizada pelo Secretariado de Estado do Desporto, pelo seu contributo para o desenvolvimento do desporto em Moçambique.

## Activismo social
Desde 2016, é Embaixadora da World Vision Moçambique, promovendo o bem-estar das crianças e combatendo os casamentos prematuros.